# Mengellang
Mengellang es la capital del estado de Ngarchelong en el República de Palaos, en el extremo norte de la isla principal de Babeldaob.
Entre Mengellang y el pueblo pesquero de Ollei, el asentamiento más septentrional de Babeldaob, al pie de una colina se encuentran las rocas Badrulchau, un conjunto de 37 monolitos construidos como lugar de oración por los antiguos micronesios. 